# Alberto Borregan
Alberto Borregan Rodríguez (Barcellona, 16 agosto 1977) è un allenatore di hockey su pista ed ex hockeista su pista spagnolo.

## Palmarès

### Giocatore

#### Club

##### Titoli nazionali
- Campionato spagnolo: 15

Barcellona: 1995-1996, 1997-1998, 1998-1999, 1999-2000, 2000-2001, 2001-2002, 2002-2003, 2003-2004, 2004-2005, 2005-2006, 2006-2007, 2007-2008, 2008-2009, 2009-2010, 2011-2012
- Coppa del Re: 8

Barcellona: 1994, 2000, 2002, 2003, 2005, 2007, 2011, 2012
- Supercoppa di Spagna: 5

Barcellona: 2004, 2005, 2007, 2008, 2011

##### Titoli internazionali
- CERH European League: 9

Barcellona: 1996-1997, 1999-2000, 2000-2001, 2001-2002, 2003-2004, 2004-2005, 2006-2007, 2007-2008, 2009-2010
- Coppa CERS/WSE: 1

Barcellona: 2005-2006
- Supercoppa d'Europa/Coppa Continentale: 10

Barcellona: 1997-1998, 2000-2001, 2001-2002, 2002-2003, 2004-2005, 2005-2006, 2006-2007, 2007-2008, 2008-2009, 2010-2011
- Coppa Intercontinentale: 3

Barcellona: 1998, 2006, 2008

#### Nazionale
- Campionato mondiale: 1

San Juan 2001
- Campionato europeo: 3

Wimmis 2000, Firenze 2002, La Roche-sur-Yon 2004

### Allenatore

#### Club

##### Competizioni nazionali
- Coppa della Regina: 1

Voltregà Women: 2017

##### Competizioni internazionali
- CERH Women's European League: 1

Voltregà Women: 2016-2017